# Drummondita calida
Drummondita calida là một loài thực vật có hoa trong họ Cửu lý hương. Loài này được (F.Muell.) Paul G.Wilson mô tả khoa học đầu tiên năm 1971.